# 주고쿠 은행
주고쿠 은행(中国銀行 주고쿠긴코[*])은 일본의 지방은행이다. 오카야마현의 지방은행으로, 오카야마현의 지정 금융기관이다. 히로시마현과 가가와현에도 많은 점포를 전개한다.